# 1037

## Události
- Vpád českého knížete Břetislava I. do Polska.
- Ruský kníže Jaroslav I. Moudrý odrazil útok Pečeněhů na Kyjev.
- 10. listopadu – bitva u Baru.

## Narození
- 8. ledna – Su Š’, politik, básník, esejista a kaligraf čínské říše Sung († 24. srpna 1101)
- Odo z Bayeux, biskup z Bayeux, hrabě z Kentu a nevlastní bratr Viléma Dobyvatele († 1097)

## Úmrtí
Česko
- ? – Boleslav III. Ryšavý, český kníže v letech 999–1002 a nakrátko znovu v roce 1003 (* okolo 965)

Svět
- ? – Odo II. z Blois, francouzský hrabě, jeden z nejmocnějších šlechcticů Francie (* ?)
- ? – Avicenna, perský učenec, filozof, politik, básník, přírodovědec a lékař, „otec moderní medicíny“ (* asi 980)
- ? – Anastasius I. (Astrik), první arcibiskup Ostřihomský (* 955)

## Hlavy států
- České knížectví – Břetislav I.
- Papež – Benedikt IX.
- Svatá říše římská – Konrád II.
- Anglické království – Harold I.
- Aragonské království – Ramiro I. Aragonský
- Barcelonské hrabství – Ramon Berenguer I. Starý
- Burgundské království – Rudolf III.
- Byzantská říše – Michael IV. Paflagoňan
- Dánské království – Hardaknut
- Francouzské království – Jindřich I.
- Kyjevská Rus – Jaroslav Moudrý
- Kastilské království – Ferdinand I. Veliký
- Leonské království – Bermudo III. / Ferdinand I. Veliký
- Navarrské království – García V. Sánchez
- Norské království – Magnus I. Dobrý
- Polské knížectví – Kazimír I. Obnovitel
- Skotské království – Duncan I.
- Švédské království – Jakob Anund
- Uherské království – Štěpán I.